# Herkulessaal

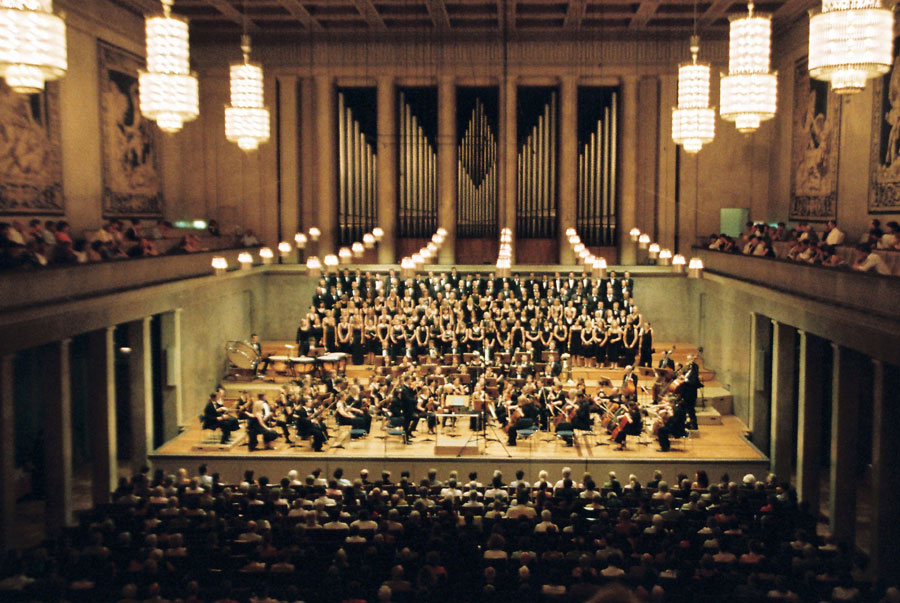
Innenansicht bei einem Konzert der Hochschule München

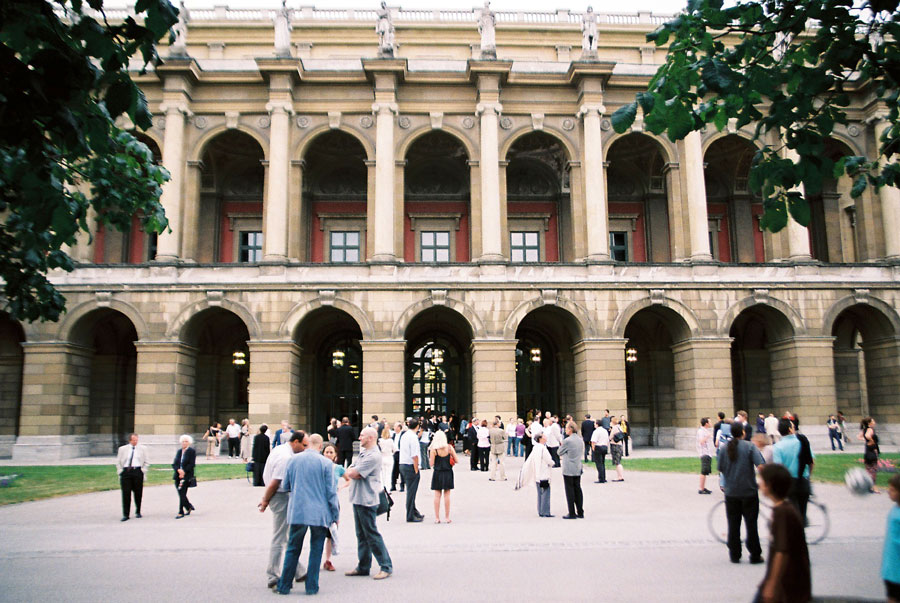
Fassade zum Hofgarten

Der Herkulessaal (anfänglich Neuer Herkulessaal genannt) ist ein Konzertsaal in der Münchner Residenz.

## Geschichte
Der Herkulessaal befindet sich im Festsaalbau, der den nördlichen Abschluss der Residenz zum Hofgarten hin bildet. Dieser Trakt war unter Ludwig I. erbaut und enthielt ursprünglich eine Raumfolge, die im Thronsaal gipfelte. Im Dachbereich hatte Ludwig II. einen Wintergarten mit künstlichem See, Maurischem Kiosk, Fischerhütte und exotischer Flora und Fauna anlegen lassen, der jedoch schon 1897 abgetragen wurde. 1944 wurde auch dieser Flügel der Residenz durch Bombentreffer schwer beschädigt, jedoch nicht stärker als andere Teile, die bald nach dem Krieg unter Verwendung ausgelagerter Innenausstattung leidlich originalgetreu wiederhergerichtet wurden. Auch die Festsäle waren nicht unrettbar verloren, doch standen die Kunst des 19. Jahrhunderts und speziell die klassizistisch-historistische Münchner Schule tief im Kurs und so entschied man sich, wie in vielen anderen Fällen (z. B. Neue Pinakothek, Innenausstattung der Glyptothek, Allerheiligen-Hofkirche), gegen einen Wiederaufbau.
Mit dem Odeon war im Bombenkrieg das angestammte Konzerthaus Münchens zerstört worden. 1951 wurde nur die historische Fassade wiederhergestellt und das Gebäude zum bayerischen Innenministerium umgebaut. Zum Ausgleich wurde beschlossen, einen neuen Konzertsaal im Festsaalbau der Residenz zu errichten. Dies geschah 1951–1953 durch Rudolf Esterer in monumentalem klassizistischem Stil, vielfach wegen seiner Nähe zur Nazi-Architektur kritisiert. Der Name „Herkulessaal“ leitet sich von einer Folge von Wandteppichen ab, die Herzog Albrecht V. 1565 in Auftrag gegeben hatte und die die Herkulessage bildlich darstellen. Die Wandteppiche hingen bis 1993 im Saal und wurden danach durch gedruckte Kopien ersetzt. Bereits seit etwa dem Jahr 1600 existierte im Hofdamenstock der Residenz ein Festsaal namens „Herkulessaal“, der im Krieg ebenfalls zerstört wurde. Er wurde 1959 wieder aufgebaut und später, um Verwechslungen vorzubeugen, in „Max-Joseph-Saal“ umbenannt.

## Orgel
Die Orgel, ein Werk der Orgelbauwerkstatt  G. F. Steinmeyer & Co., wurde 1962 als viermanualiges Werk errichtet, sie verfügt seit einer Renovierung 2017/18 durch Orgelbau Kaps aus Eichenau über 79 Register und einen neuen Spieltisch. Die Ton- und Registertrakturen sind elektrisch. Die Disposition lautet:
| I Hauptwerk C–g3 |       |
| Prinzipal        | 16'   |
| Bordun           | 16'   |
| Prinzipal        | 8'    |
| Gemshorn         | 8'    |
| Gedackt          | 8'    |
| Praestant        | 4'    |
| Querflöte        | 4'    |
| Nasard           | 2 ⁄3' |
| Octav            | 2'    |
| Waldflöte        | 2'    |
| Rauschpfeife V   | 2 ⁄3' |
| Mixtur VI-VII    | 1 ⁄3' |
| Cornett V        | 8'    |
| Trompete         | 16'   |
| Trompete         | 8'    |
| Clarine          | 4'    |

| II Seitenwerk C–g3 |       |
| Quintade           | 16'   |
| Harfenprinzipal    | 8'    |
| Viola              | 8'    |
| Gedackt            | 8'    |
| Singend Prinzipal  | 4'    |
| Nachthorn          | 4'    |
| Prinzipal          | 2'    |
| Blockflöte         | 2'    |
| Quinte             | 1 ⁄3' |
| Septime            | 1 ⁄7' |
| Scharff V          | 1'    |
| Terzzimbel III     | 1⁄6'  |
| Dulcian            | 16'   |
| Krummhorn          | 8'    |
| Rohrschalmei       | 4'    |
| Tremulant          |       |

| III Schwellwerk C–g3  |        |
| Gedackt               | 16'    |
| Holzprinzipal         | 8'     |
| Salicional            | 8'     |
| Geigenschwebung       | 8'     |
| Dulziangedackt        | 8'     |
| Italienisch Prinzipal | 4'     |
| Koppelflöte           | 4'     |
| Quintade              | 4'     |
| Quint                 | 2 ⁄3'  |
| Nachthorn             | 2'     |
| Terz                  | 1 3⁄5' |
| Sifflöte              | 1'     |
| Plein jeu VII-IX      | 2'     |
| Basson                | 16'    |
| Oboe                  | 8'     |
| Helle Trompete        | 8'     |
| Tremulant             |        |

| IV Kronwerk C–g3 |              |
| Kupfergedackt    | 8'           |
| Spitzflöte       | 8'           |
| Praestant        | 4'           |
| Rohrflöte        | 4'           |
| Gemsquinte       | 2 ⁄3'        |
| Octav            | 2'           |
| Quintan II       | 1 ⁄3' + 8⁄9' |
| Scharffmixtur V  | 1'           |
| Rankett          | 16'          |
| Musette          | 8'           |
| Regal            | 4'           |

| Auxiliar C–g3 |     |
| Konzertflöte  | 8‘  |
| Trompete      | 16‘ |
| Trompete      | 8‘  |
| Tuba          | 16‘ |
| Tuba          | 8‘  |
| Tremulant     |     |

| Pedal C–f1      |         |
| Prinzipalbass   | 16'     |
| Subbass         | 16'     |
| Gedacktbass     | 16'     |
| Streichbass     | 16'     |
| Quint           | 10 2⁄3' |
| Octavbass       | 8'      |
| Bordun          | 8'      |
| Choralbaß       | 4'      |
| Gedacktpommer   | 4'      |
| Hornpfeife      | 2'      |
| Basszink IV     | 5 1⁄3'  |
| Pedalmixtur VI  | 2 ⁄3'   |
| Bombarde        | 32‘     |
| Posaune         | 16'     |
| Bombarde        | 16‘     |
| Sordun          | 16'     |
| Trompete        | 8'      |
| Trompete        | 4'      |
| Singend Cornett | 2'      |

- Koppeln:
  - Normalkoppeln: II/I, III/I, IV/I, III/II, IV/II, IV/III, I/P, II/P, III/P, IV/P,
  - Subkoppeln: sub III/II, sub III/I, sub III (alle 2017)
- Spielhilfen: Setzeranlage (2017), Tutti, Registercrescendowalze, Zungeneinzelabsteller

Anmerkungen
1. ↑  2018 hinzugefügt; an I, II u. IV koppelbar.

## Nutzung
Der Saal hat 1.270 Sitz- und 180 Stehplätze. Als Konzertsaal folgt der Herkulessaal mit einer Größe von 43,15 m × 22,35 m dem Schuhschachtel-Prinzip. Er wird sowohl für Symphoniekonzerte wie auch für Kammermusik genutzt. Da es in München an einem großen Kirchenraum mit guter Akustik mangelt, werden auch geistliche Chorwerke gerne im Herkulessaal aufgeführt. Für groß besetzte symphonische Musik gab es daneben den Kongresssaal am Deutschen Museum, ab 1985 dann die Philharmonie am Gasteig. Während die Münchner Philharmoniker im Gasteig Hausrecht genießen, spielt das Symphonieorchester des Bayerischen Rundfunks teils dort, teils im Herkulessaal, wo es zwei Abonnementreihen veranstaltet. Private Konzertveranstalter bieten Abonnementreihen für Klavier- und Kammermusik. Auch ambitionierte Laienorchester und -chöre treten im Herkulessaal auf.

## Aufnahmen aus dem Herkulessaal (Auswahl)
- Richard Strauss
  - Frau ohne Schatten: Der Kaiser: René Kollo, Die Kaiserin: Cheryl Studer, Die Amme: Hanna Schwarz, Der Geisterbote: Andreas Schmidt, Barak/Der Färber: Alfred Muff, Die Färberin: Ute Vinzing, Der Einäugige: Jan Hendrik Rootering, Der Einarmige: Kurt Rydl, Der Bucklige: Kenneth Garrison, Die Wächter: Andreas Schmidt/Jan Hendrik Rootering/Kurt Rydl, Dirigent: Wolfgang Sawallisch, Chor des Bayerischen Rundfunks, Tölzer Knabenchor, Symphonie Orchester des Bayerischen Rundfunks (Aufgenommen im Herkulessaal München - EMI 1987) Hinweis: Erste vollständige Aufnahme.

- Hans Winterberg
  - Sinfonie Nr. 1, Münchner Philharmoniker 02.06.1955
  - Symphonischer Epilog, Münchner Philharmoniker 13.06.1956

Koordinaten: 48° 8′ 30,5″ N, 11° 34′ 46,1″ O